# Терељио (Лука)
Терељио је насеље у Италији у округу Лука, региону Тоскана.
Према процени из 2011. у насељу је живело 173 становника. Насеље се налази на надморској висини од 567 м.